# Зал ожидания (телесериал)
«Зал ожидания» — российский телесериал, снятый режиссёром Дмитрием Астраханом в 1997 году. Премьера состоялась на телеканале «ОРТ» в 1998 году.

## Сюжет
Агитпоезд отправляется по стране чтобы прорекламировать новый фильм, который даже ещё не создан, и найти натуру для его съёмок. В качестве пассажиров в нём едут миллиардерша, банкир, спортсмен и кинорежиссёр со съёмочной группой, и множество других богатых и именитых персон. Поезд останавливается в провинциальном городке Зареченске всего на две минуты.
Сообщение о том, что магистраль заминирована, заставляет задержаться состав на несколько дней.
Это единственный шанс для всех: для мэра, жаждущего сбить миллиончик, для директора детдома, которому необходимы деньги на починку крыши, для милиционера, не желающего прозябать на мелкой должности в глубинке, для воспитанницы приюта, мечтающей стать актрисой, и для начинающего бодибилдера, стремящегося к спортивным высотам.

## В ролях
- Михаил Боярский — Виктор Селезнёв, бывший спортсмен, бродяга
- Вера Глаголева — Мария Семёнова, кинорежиссёр, бывшая жена Селезнёва
- Ольга Понизова — Ирина Семёновна, учительница в детском доме, подруга Селезнёва
- Вячеслав Тихонов — Михаил Борисович Зайцев, директор детского дома
- Михаил Ульянов — Семён Петрович Фёдоров, мэр Зареченска
- Николай Ерёменко-старший — начальник отделения милиции Зареченска, полковник
- Нина Усатова — Галина Васильевна Коновалова, миллиардерша
- Игорь Костолевский —  Александр Зимин, банкир
- Геннадий Свирь — Самошин, сотрудник милиции Зареченска, лейтенант
- Иннокентий Сичкарь — Вова Капитонов, воспитанник детского дома, самодеятельный актёр
- Андрей Соколов — Владимир Каретников, актёр
- Ольга Сутулова — Света Пономарёва, воспитанница детского дома, самодеятельная актриса, подруга Кости Кузнецова
- Людмила Вагнер — Мила Канарейкина, помощница Семёновой
- Инна Алексеева — Лариса Корецкая, актриса
- Андрей Ровба — Алексей Старков, титулованный культурист (озвучивал Валерий Кухарешин)
- Алексей Сорокин (в титрах — Скворцов) — Костя Кузнецов, начинающий культурист, друг Светы
- Лидия Мордачёва — Алевтина Степановна, мать Кости
- Илона Шевнина — Наталья Старкова
- Евгений Пименов — Филимонов, писатель, бывший муж Ирины
- Евгения Глушенко — Женя, секретарша мэра
- Любовь Румянцева — Татьяна Терентьевна
- Анатолий Сливников — Синицын, подполковник
- Марк Горонок — Илья, помощник Коноваловой
- Михаил Вассербаум — Семён, помощник Коноваловой
- Михаил Петров — Коля, житель Зареченска
- Олег Корчиков — Вова, житель Зареченска
- Владимир Корпусь — Гусев
- Нина Розанцева — эпизод

## Съёмочная группа
- Автор сценария — Олег Данилов
- Режиссёр — Дмитрий Астрахан
- Оператор-постановщик — Юрий Райский
- Художник-постановщик: Владимир Дементьев
- Композитор — Александр Пантыкин
- Звукорежиссёр — Сергей Чупров
- Монтаж Л. Микуло, Л. Бурдукова
- Исполнительные продюсеры: Вера Малышева, Василий Карловский
- Каскадёр — Александр Баранов
- Продюсерская группа ОРТ: Евгений Гиндилис, Валерий Суриков
- Продюсеры: Анатолий Максимов, Константин Эрнст
- Генеральный продюсер: Константин Эрнст

## Производство
Фильм снят на киностудии «Беларусьфильм» по заказу «ОРТ»